# Stanislaw Kubicki
Stanislaw Kubicki (også: Stanisław Kubicki, født 20. januar 1889 i bydelen Ziegenhain ved Schwalmstadt i Hessen ; formodet død 1942 i det tyskbesatte Warszawa) var en tysk-polsk forfatter, filosof, oversætter og ekspressionistisk maler.
Stanisław Kubicki begyndte at studere arkitektur på det tekniske universitet i Berlin i 1908, men skiftede samme år til Friedrich Wilhelm-universitetet i Berlin for at hellige sig filosofi og naturvidenskab.
Under Første Verdenskrig blev han indkaldt til det tyske infanteri og såret på østfronten i 1915. 1916 giftede han sig med med den tyske kunstner Margarete Schuster, og parret deltog i den tysk-polske kunstnergruppe BUNT ("revolte, oprør"), grundlagt 1917 i Poznań. De havde kontakt med kredsen omkring Franz Pfemferts magasin Die Aktion og deltog 1922 med kunstnerfællesskabet "Die Kommune" i organiseringen af Internationale Ausstellung revolutionärer Künstler.
Familien slog sig 1927 ned i den nye Hufeisensiedlung (de), 'Hesteskobebyggelse', ved Berlin (Neukölln) der opstod mellem 1925 og 1933 og siden 2008 er på UNESCO's Verdensarvsliste.
Efter nazisternes magtovertagelse 1933 i Tyskland flyttede Kubicki 1934 til den polske by Poznań. Efter invasionen af Polen i 1939 blev han interneret og senere sendt i fængsel hvor han omkom 1942.
| - Portrætter af Stanisław Kubicki - Linoleumstryk af Jerzy Hulewicz (de), 1918 - Selvportræt, 1922 − (polsk): Autoportret VII - Fra 'Kongress der Union Internationaler Fortschrittlicher Künstler' (de) i Düsseldorf, maj 1922 (udsnit) |

| - Værker af Stanislaw Kubicki − efter år - Miasteczko (en), 1913 (mindre bebyggelse, bytype) - Landskab nær Chełmska (Schömberga) Chełmsko Śląskie (de), 1916 - Nøgen kvinde under skyer − Akt z chmurami, 1916 - Markedspladsen i Chełmsk, 1916 - Madonna I (med rund nimbus, 1917 - Knælende nøgen kvinde (La pensée I) Klęczący akt (La pensée I), 1917 - En roer, 1917 Wioślarz II - Babelstårnet Wieża Babel II (ver. b), 1918 - Danseren, Tänzerin, 1918 - Tanke (La pensée II) 1919 − (polsk) Myśl (La pensée II) - Kontrabassisten, 1919 - Ydmyghed I − Pokora I, 1919 - Ekstase, 1919 - Madonnaen på hvert gadehjørne, 1929 − Die Madonna an jeder Straßenecke - Moses foran den brændende tornebusk, 1933 (201 × 145 cm) - Eintretender, før 1939 − 'Deltagere' |